# Đài Truyền hình Quốc gia Tajikistan
Đài Truyền hình Quốc gia Tajikistan (tiếng Tajik: Телевизиони Тоҷикистон) là đài truyền hình quốc gia thuộc sở hữu của chính phủ Tajikistan, có trụ sở tại thủ đô Dushanbe. Phát sóng chính thức vào ngày 3 tháng 10 năm 1959.